# 9701 Мак
9701 Мак (9701 Mak) — астероїд головного поясу, відкритий 29 вересня 1973 року.
Тіссеранів параметр щодо Юпітера — 3,556.